# Селары
Селары, или большеглазые ставриды (лат. Selar), — род лучепёрых рыб из семейства ставридовых. Широко распространены в тропических и тёплых умеренных водах всех океанов. Максимальная длина тела представителей разных видов варьирует от 25 до 70 см.

## Описание
Тело удлинённое, немного сжато с боков, покрыто мелкой циклоидной чешуёй. Характерной особенностью представителей рода являются очень большие глаза, почти полностью закрытые жировым веком; остаётся открытой только небольшая вертикальная щель в центре глаза. Два спинных плавника разделены небольшим промежутком. Хвостовой плавник вильчатый. Боковая линия делает высокую дугу в передней части, а затем идёт прямо до хвостового стебля. Длина хорды выгнутой части боковой линии почти равна длине прямой части у S. crumenophthalmus или намного превышает её у S. boops. Эти виды также различаются количеством чешуй и размером щитков в боковой линии.

## Классификация
В состав рода включают 2 вида:
- Selar boops (Cuvier, 1833) —  Малощитковый селар
- Selar crumenophthalmus (Bloch, 1793) — Многощитковый селар, или большеглазая ставрида

## Хозяйственное значение
Ценные промысловые рыбы. Ежегодные мировые уловы многощиткового селара превышают 200 тысяч тонн.